# Benjamin Bayart
Pour les articles homonymes, voir Bayart.
Benjamin Bayart, né le 24 octobre 1973, est un militant pour les libertés fondamentales dans la société de l'information et ingénieur français. Il a été pendant quinze ans président de French Data Network, le plus ancien fournisseur d'accès à Internet (FAI) encore en exercice en France.
Militant pour les libertés fondamentales dans la société de l'information par la neutralité du net et le logiciel libre, ses prises de positions en font une personnalité remarquée de l'Internet français.

## Idées sur l'Internet
La médiatisation des idées de Benjamin Bayart est passée par une grande diffusion d'une conférence sur le thème « Internet libre ou Minitel 2.0 », donnée lors des 8e Rencontres mondiales du logiciel libre, à Amiens le vendredi 13 juillet 2007.
Fort de son autorité technique, Benjamin Bayart critique dans cet exposé, répété à plusieurs reprises, les transformations centralisatrices de la forme du réseau Internet qui portent atteinte à sa neutralité. La tentative de définition de ce réseau des réseaux qu'il engage, dans une perspective structurellement dépourvue de centre émetteur ou régulateur, se constitue en opposition au mécanisme actuel de centralisation des sources émettrices de contenus et de services.
C'est en cela qu'il dénonce les mouvements de ce mécanisme, car ils conduisent à réintroduire les possibilités d'une altération et d'un contrôle des données échangées, de manière verticale et unilatérale, telles que le permettait la forme du réseau Minitel, essentiellement dépourvue de neutralité.
C'est pourquoi son interprétation de ces mouvements se caractérise par une perception franchement involutive, du nouveau modèle vers l'ancien. Il condamne ainsi les tendances d'un nouveau marché régi par des distributeurs de services, progressivement absorbés par les quelques fournisseurs d'accès en situation de monopole.
En fondant son effort de définition d'Internet sur ses principes de fonctionnement, il démontre que l'absence de centre émetteur, régulateur ou diffuseur, c'est-à-dire sa neutralité, conditionne la liberté des échanges entre internautes. Cette démonstration administre ainsi la preuve que la notion de neutralité du net se place en garante des évolutions rationnelles d'Internet, celles qui confèrent à ses utilisateurs son potentiel d'émancipation équitable, en termes d'expression individuelle, de diffusion du savoir et de partage à but non lucratif de biens immatériels.
Le 6 mai 2010, Benjamin Bayart, en sa qualité de président de FDN, dépose, après que La Quadrature du Net l'a relevé, un recours pour vice de forme auprès du Conseil d'État concernant un décret de la loi HADOPI,. Le 19 octobre 2011, le Conseil d'État donne tort à Benjamin Bayart et rejette l'intégralité de ses recours.

## Logiciel «libérateur»
Bien avant la médiatisation du Minitel 2.0, Benjamin Bayart défendait une certaine conception du logiciel libre, en employant le vocable de « logiciel libérateur »,. Selon lui, la licence libre d'un logiciel n'est pas suffisante pour garantir la liberté de l'utilisateur (« Si on libère le code, on libère l'informaticien, si on libère la donnée, on libère l'utilisateur »), mais un logiciel libre devrait donner l'information sans faire de rétention, ni utiliser un format propre à lui seulement (notion d'interopérabilité). Dans sa conférence aux RMLL de 2004, il soutient que les logiciels libres ne doivent pas se contenter de « cloner » des outils propriétaires, et critique la rareté des tests dans les projets libres.